# Bacía

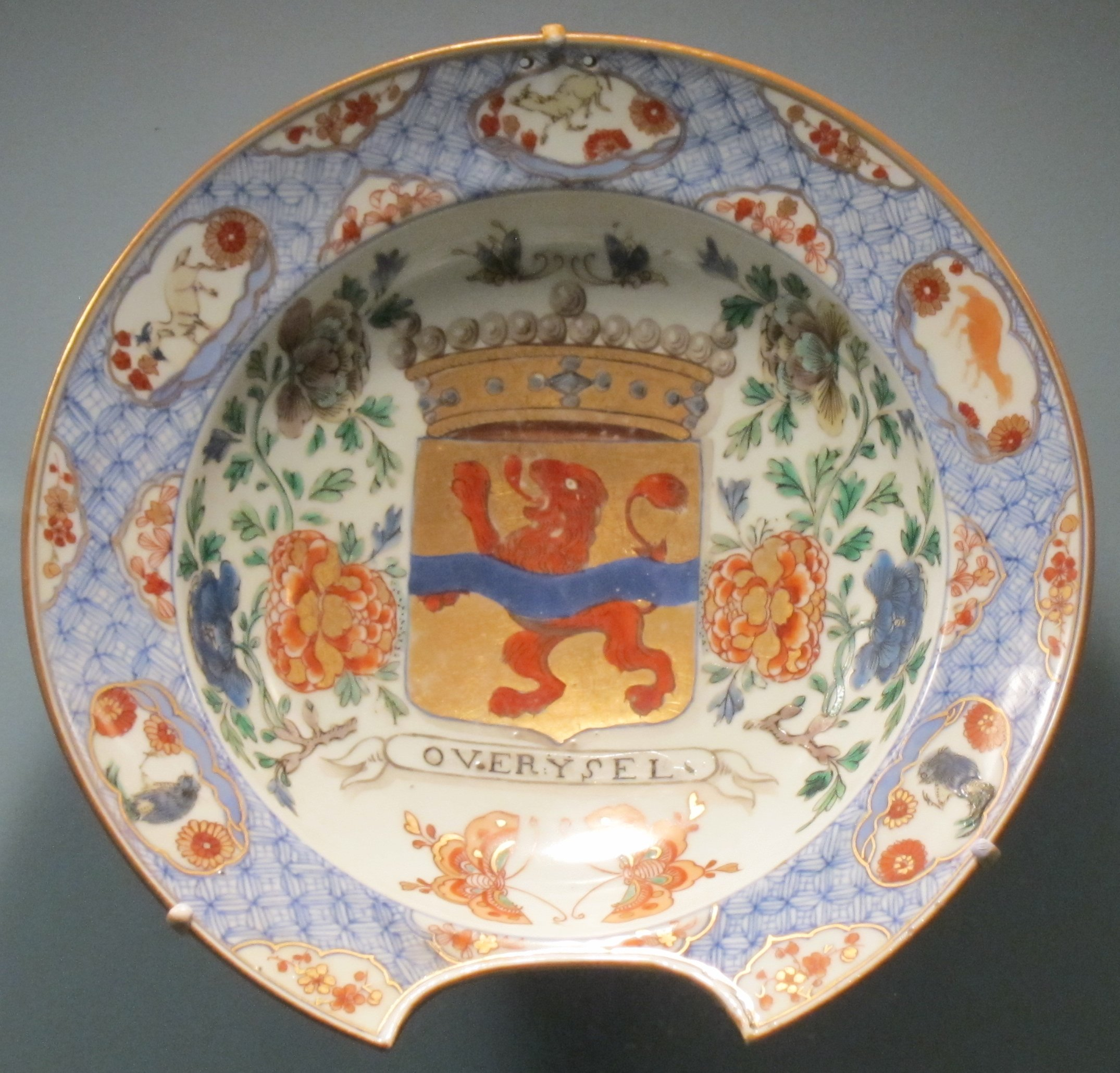
Bacía de porcelana china (hacia 1700), con el escudo de armas de una familia holandesa.

La bacía es un recipiente cóncavo y de borde ancho y plano, de metal o de cerámica, con una escotadura semicircular en el borde para encajarse en el cuello de la persona a la que se iba a afeitar. El uso más común lo tenía en las barberías, como un receptáculo para el jabón de afeitar, para humedecer y jabonar la barba; otro uso habitual era para sangrías médicas.

## Etimología
Del latín medieval bacia.

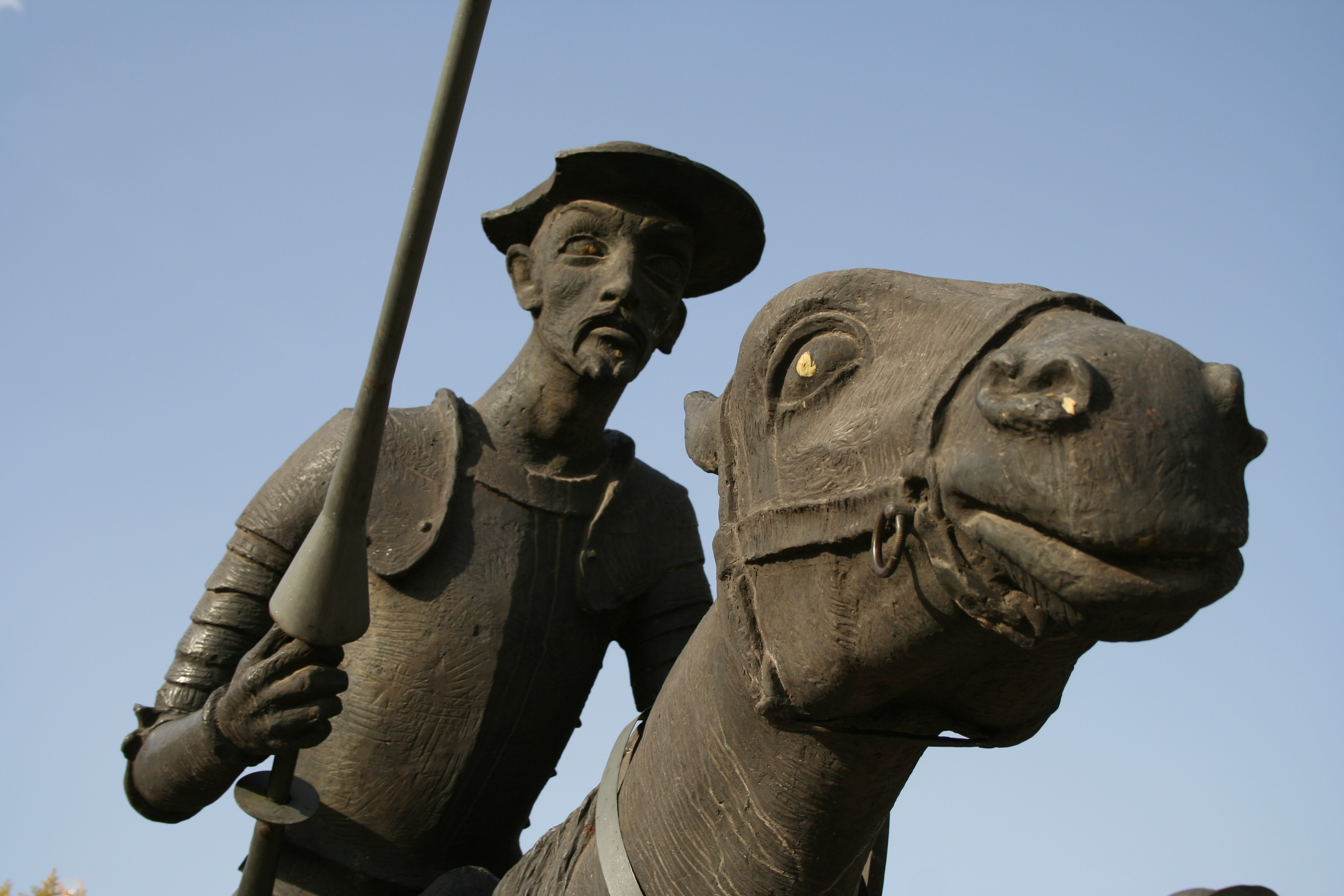
Detalle de la escultura dedicada al Ingenioso hidalgo en Alcázar de San Juan.

El DRAE, además a concederle un primer significado general de vasija para contener líquidos y alimentos, anota que, antiguamente, también se llamaba así a la taza de una fuente. Por su parte, Nebrija da bacia como aquello mismo que bacin.

### La bacía en El Quijote
El casco que escoge Alonso Quijano para llevar en sus andanzas es una gran bacía de barbero. Así lo narra Miguel de Cervantes en el capítulo XXI del Quijote («Que trata de la alta aventura y rica ganancia del yelmo de Mambrino, con otras cosas sucedidas a nuestro invencible caballero»).

"Es, pues, el caso que el yelmo y el caballo y caballero que don Quijote veía era esto: que en aquel contorno había dos lugares, el uno tan pequeño, que ni tenía botica ni barbero, y el otro, que estaba junto a él, sí; y, así, el barbero del mayor servía al menor, en el cual tuvo necesidad un enfermo de sangrarse, y otro de hacerse la barba, para lo cual venía el barbero y traía una bacía de azófar y quiso la suerte que al tiempo que venía comenzó a llover, y porque no se le manchase el sombrero, que debía de ser nuevo, se puso la bacía sobre la cabeza, y, como estaba limpia, desde media legua relumbraba..."
Cervantes en el cap.XXI del Quijote..